# 26.º Regimiento de Instrucción Aérea
El 26º Regimiento de Instrucción Aérea (26. Flieger-Ausbildungs-Regiment) fue una unidad militar de la Luftwaffe de la Alemania nazi.

## Historia
Formada el 1 de enero de 1942 en Heiligenhafen desde el 26.º Batallón de Reemplazo Aéreo con:
- Stab.
- I Batallón de Instrucción desde el 26.º Batallón de Reemplazo Aéreo.
- II Batallón de Instrucción (Nueva).

Trasladado a Haarlem y a Alkmaar en enero de 1942(?), Aalborg en octubre de 1942(?). El 16 de agosto de 1942 es redesignado como el 26.º Regimiento Aéreo.

## Comandantes
- Coronel Erich Boenisch - (1 de enero de 1942 - octubre de 1942)

## Orden de Batalla
- 1942: Stab, I. (1-5), II. (6-10)